# Lindskogen
Lindskogen är en småort i Skallsjö socken i Lerums kommun i Västergötland.